# الناصر ناصر الدين محمد بن قايتباي
السلطان الملك الناصر أبو السعادات ناصر الدين محمد ابن الملك الأشرف قايتباى المحمودى الظاهرى (القاهرة، 1482 - القاهرة، 29 ديسمبر 1498) سلطان الدولة المملوكية البرجية (الشركسيه) العشرين والاثنين وعشرين. جلس على عرش مصر مرتين، حكم من 1496 إلى 1497 وكان يبلغ أربعة عشر عام ومن (1497 إلى 1498).هو ابن السلطان الأشرف قايتباي. لقب بـ «ذو اللقبين» حيث لقبه الأول بـ «الناصر» ثم لقب بـ «الأشرف». كان سلطان صغير في السن ورغم أنه كان ابن السلطان الكبير قايتباى لكنه كان شخص فاسد وبدأ الاضطراب والضعف ينتشر في الدولة المملوكية من عهده.

## نشأته
الناصر محمد عانى في طفولته من التربية القاسيه التي فرضها أبوه عليه. وقضى حياته شبه محبوس في القلعة.و المرة الوحيدة التي خرج فيها كان لحضور حفلة اتابك العسكر المصري «أزبك» في الأزبكيه. يقول ابن إياس «ولم يشق ابن السلطان المدينة سوى في ذلك اليوم منذ نشأ، وكان مقيماً بالقلعة لم ير البحر قط». ويحكى المؤرخ ان أبيه تضايق منه ذات مرة فألبسه ملابس قديمة وأنزله ليعيش في طباق المماليك الجلبان وطلب من المشرف على الطبقة انه يجعله يكنس الأرض ويجلس على مائدة طعام الجلبان منزوى في ركن في آخر كرسى، وطلب منه ان يضربه إذا لم ينفذ أوامره وان يعامله مثل الجلبان، حتى إن اتابك العسكر أزبك طلب من لسلطان ان يسامحه وأضاف ابن إياس إن الناصر محمد بقي مكروه من أبيه حتى وفاته، ولم يعطيه لقب أمير.